# Hai Bà Trưng
Hai Bà Trưng (? – 5 tháng 3 năm 43) là tên chỉ chung hai chị em Trưng Trắc (徵側) và Trưng Nhị (徵貳), hai người phụ nữ được đánh giá là anh hùng dân tộc của người Việt. Trong sử sách, hai bà được biết đến như là những thủ lĩnh khởi binh chống lại chính quyền đô hộ của Đông Hán, lập ra một quốc gia với kinh đô tại Mê Linh và Trưng Trắc tự phong là Nữ vương. Thời kì của hai Bà xen giữa thời kỳ Bắc thuộc lần 1 và Bắc thuộc lần 2 trong lịch sử Việt Nam. Đại Việt sử ký toàn thư coi Trưng Trắc là một vị vua trong lịch sử, với tên gọi Trưng Nữ vương (徵女王).

## Xuất thân và tên gọi

### Hán Thư
Nguồn sử liệu đầu tiên đề cập đến chị em Hai Bà Trưng là cuốn Hậu Hán Thư viết vào thế kỷ thứ 5 (Công nguyên) bởi học giả Phạm Diệp, cuốn sách nói về lịch sử nhà Hán từ năm 6 đến năm 189 Công nguyên. Các tài liệu cổ của Trung Quốc đề cập đến hai chị em Bà Trưng khá ngắn gọn, được tìm thấy trong hai chương của Hậu Hán Thư mô tả về cuộc khởi nghĩa của Hai Bà thời kỳ nhà Tây Hán.

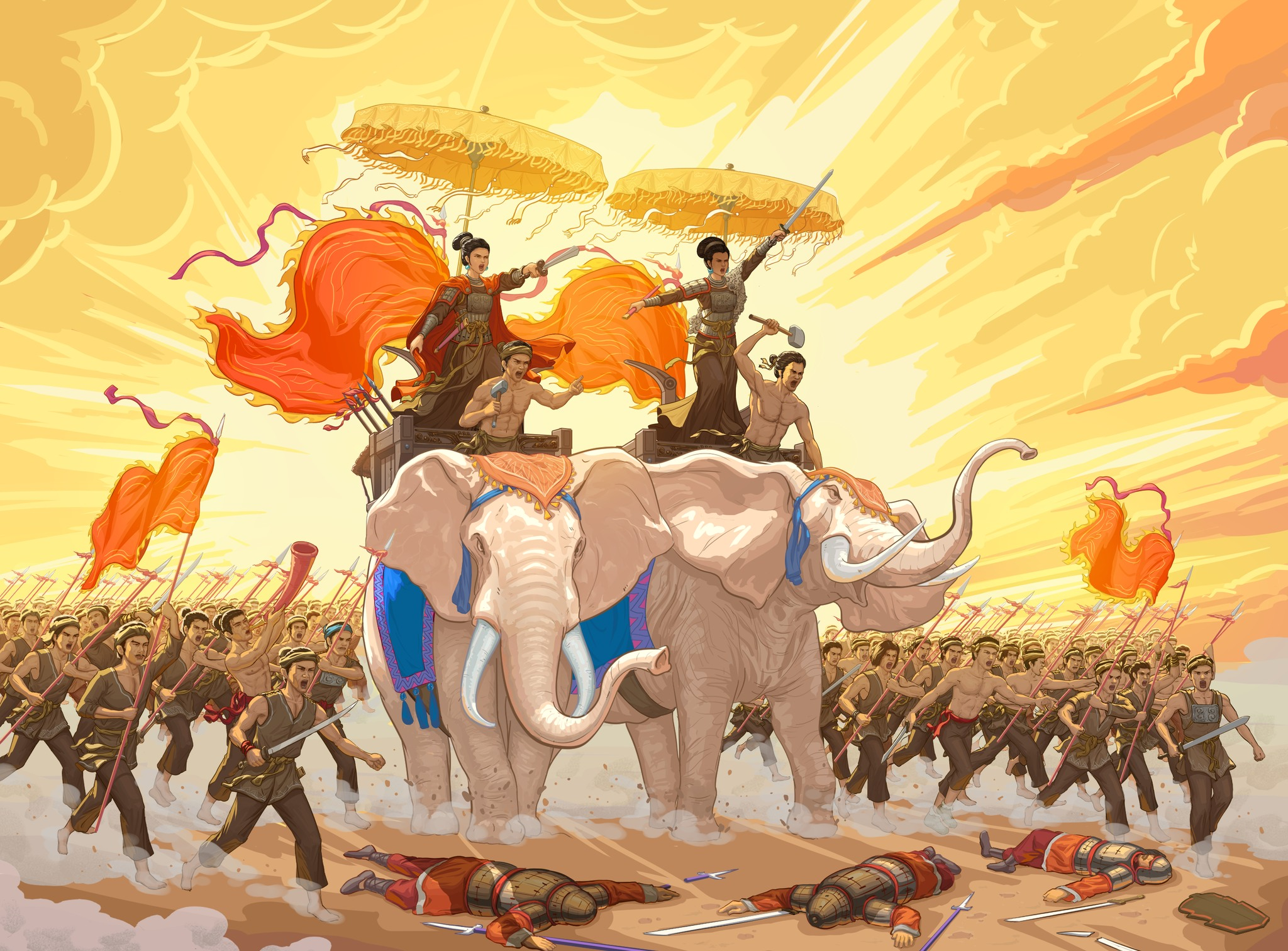
Năm 43 Hai Ba Trung đánh đuổi giặc Hán

Ở quyển 86 của Hậu Hán Thư, phần "Tây Nam di liệt truyện" có viết:
Năm Kiến Vũ thứ 16, thời Hán Quang Vũ Đế (40), hai người phụ nữ Giao Chỉ là chị em Trưng Trắc (chữ Hán: 徵側) và Trưng Nhị (chữ Hán: 徵貳) tạo phản, tấn công quận phủ. Trưng Trắc là con gái của Lạc tướng huyện Mê Linh. Bà ta được gả làm vợ cho người xứ Chu Diên tên Thi Sách (chữ Hán: 詩索), là kẻ hùng dũng. Thái thú quận Giao Chỉ là Tô Định (chữ Hán: 蘇定) dùng luật pháp để kiềm chế bà ta. Trưng Trắc phẫn nộ, bèn tạo phản. Những tộc trưởng xứ Man ở các quận Cửu Chân, Nhật Nam, Hợp Phố hưởng ứng, bà ta đã chiếm được 65 thành trì và tự xưng là Nữ vương. Thứ sử và Thái thú quận Giao Chỉ chỉ còn biết cố thủ. Hán Quang Vũ Đế vì vậy đã ra lệnh cho quận Trường Sa, Hợp Phố và Giao Chỉ chuẩn bị xe, thuyền bè, sửa cầu, mở thông lối đi qua khe núi, trữ lương thảo.
Năm thứ 18 (42), Quang Vũ Đế sai Phục Ba tướng quân Mã Viện (chữ Hán: 馬援), Trung lang tướng Lưu Long (chữ Hán: 劉隆) và Lâu thuyền tướng quân Đoàn Chí (chữ Hán: 段志) dẫn quân Trường Sa, Quế Dương, Linh Lăng, Thương Ngô hơn vạn người đi thảo phạt. Vào mùa hè tháng 4 năm 43, Mã Viện phá Giao Chỉ, trảm Trưng Trắc và Trưng Nhị, những kẻ đồng đảng đầu hàng hoặc giải tán. Tiến đánh bọn Đô Dương (chữ Hán: 都陽) ở Cửu Chân, phá tan và bắt hàng phục. Bắt hơn 300 kẻ cầm đầu dời đi Linh Lăng (chữ Hán: 零陵). Vùng Lĩnh Biểu (chữ Hán: 領表) coi như bình định.

### Việt sử
Bộ sử cổ nhất của Việt Nam đề cập đến Hai Bà Trưng là Đại Việt sử lược. Theo sách này, thời Việt Nam còn là Giao Chỉ, Trưng Trắc là con gái Lạc tướng ở huyện Mê Linh, lấy chồng là Thi Sách ở huyện Chu Diên.
Theo Đại Việt sử ký toàn thư, Hai Bà Trưng vốn họ Lạc, là dòng dõi Lạc tướng ở Mê Linh. Chồng bà Thi Sách cũng là con Lạc tướng, con hai nhà tướng kết hôn với nhau. Khi lên ngôi, Hai Bà mới đổi sang họ Trưng.

## Khởi nghĩa

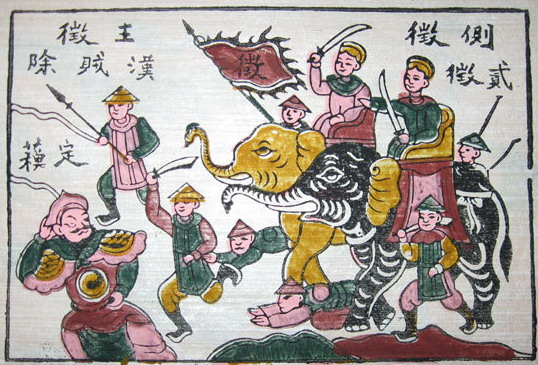
Tranh Đông Hồ diễn tả cảnh Hai Bà Trưng khởi nghĩa

### Hành chính

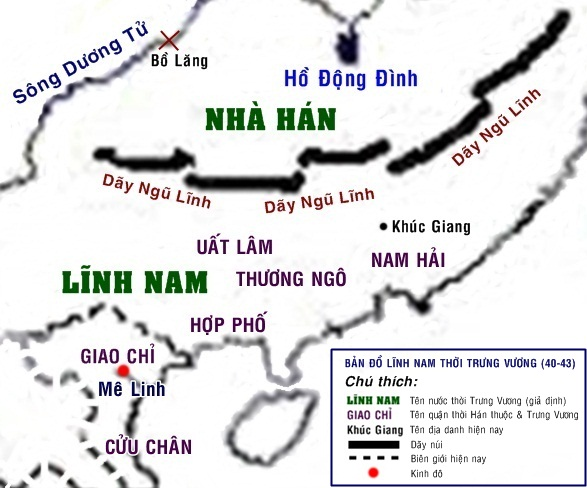
Bản đồ Lĩnh Nam thời Hai Bà Trưng

### Các công trình gắn liền với tên tuổi của Hai Bà Trưng

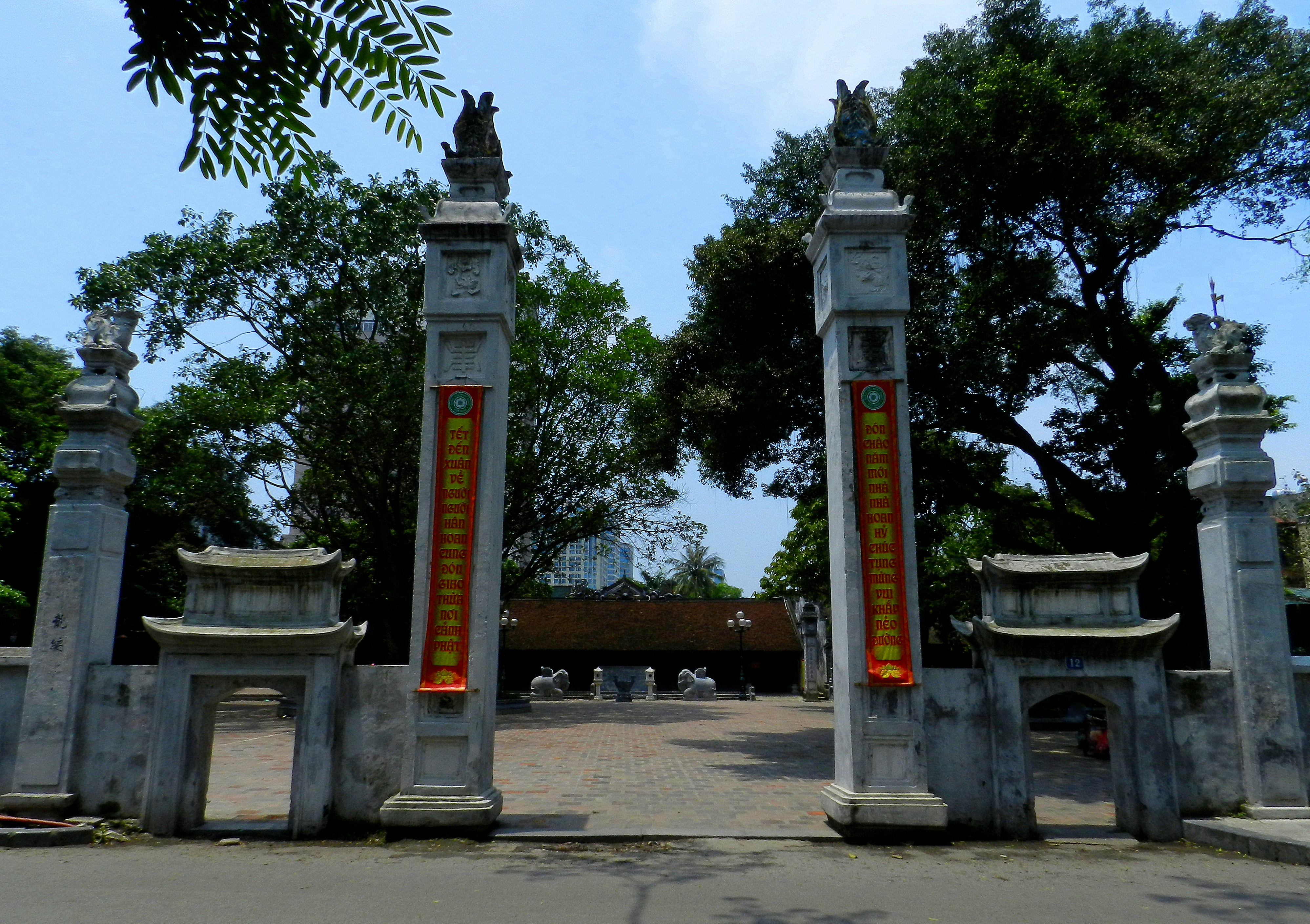
Đền Đồng Nhân thờ Hai Bà Trưng tại thủ đô Hà Nội

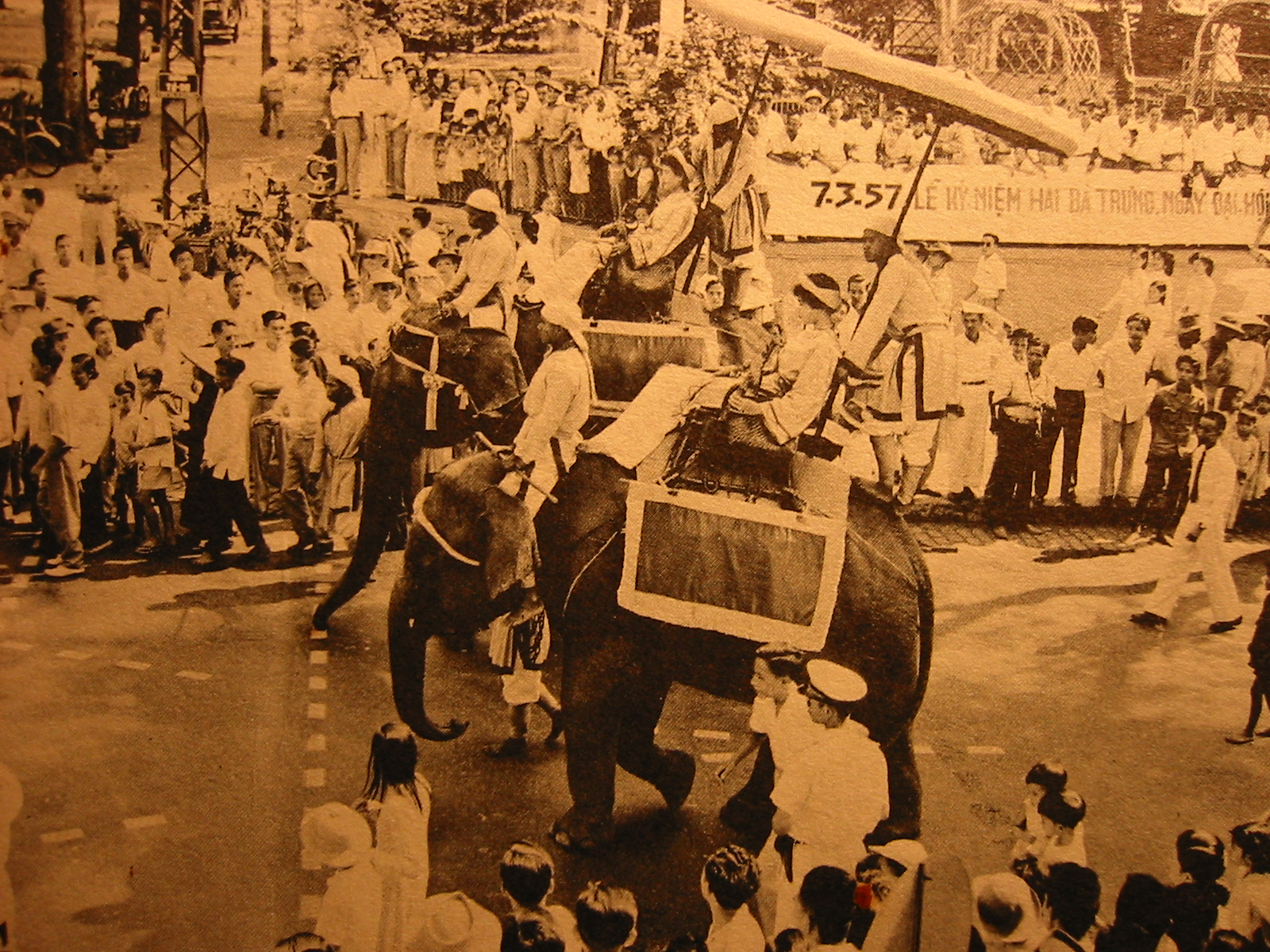
Voi diễu hành nhân ngày Lễ Hai Bà Trưng 7 tháng 3 năm 1957 tại Sài Gòn

### Trong văn hóa đại chúng

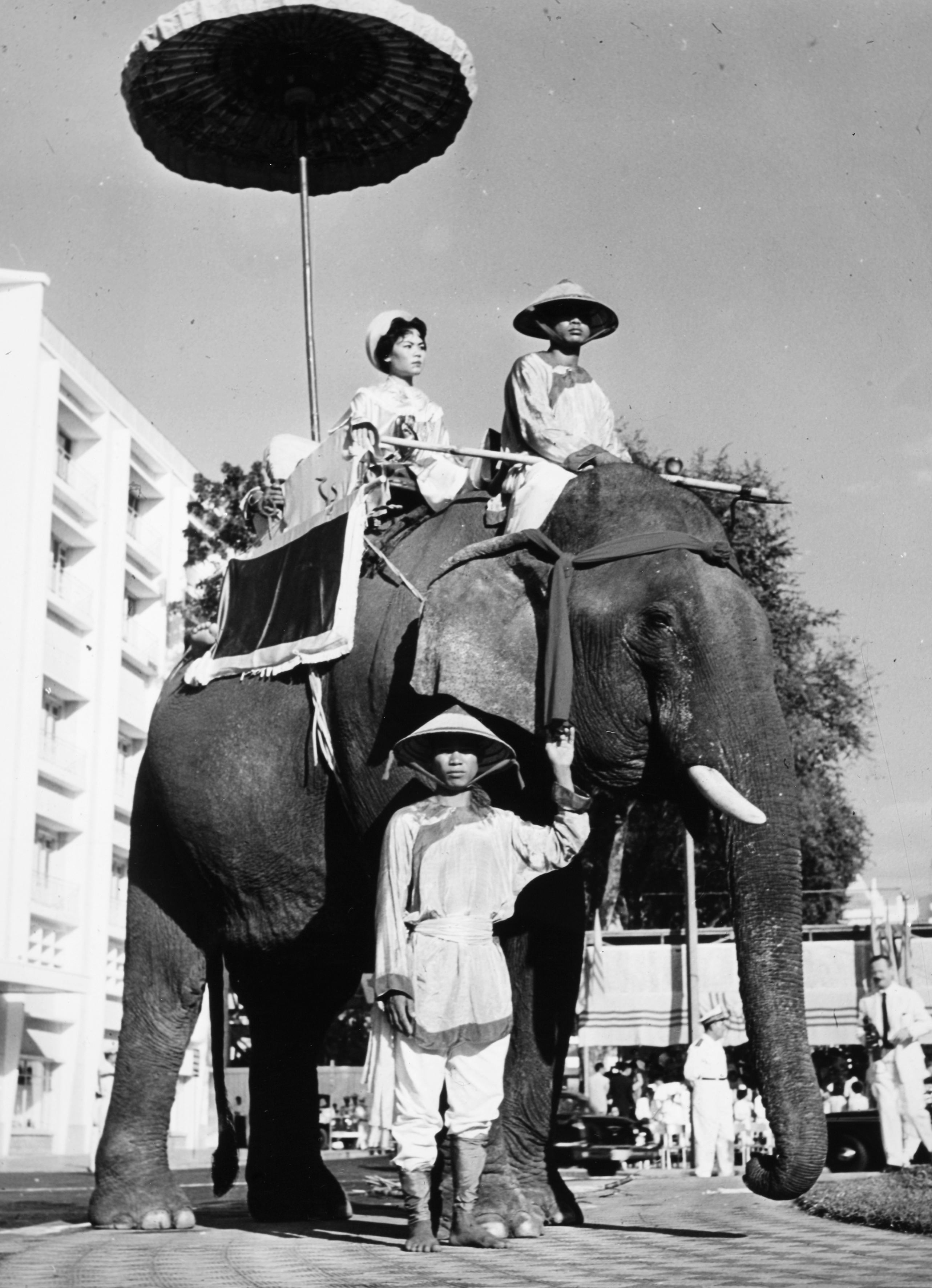
Voi diễn hành nhân ngày Lễ Hai Bà Trưng năm 1961 tại Sài Gòn